# 高分子支载催化剂
高分子支载型催化剂是一类通过接枝法，将有很高活性的小分子催化剂负载在高分子上的非均相催化剂。该类催化剂所具有的特点：可实现重复利用，减少重金属离子的排放，经济高效的达到小分子催化剂的最高利用性。目前研究最广泛的高分子载体主要包括无机高分子载体和天然高分子载体。